# Das unvollendete Bildnis (Roman)
Das unvollendete Bildnis (Originaltitel Five Little Pigs) ist der 32. Kriminalroman von Agatha Christie. Er erschien zuerst in den USA im Mai 1942 bei Dodd, Mead and Company unter dem Titel Murder in Retrospect und im November 1942 im Vereinigten Königreich im Collins Crime Club. Der Scherz Verlag (Bern; Stuttgart; Wien) veröffentlichte 1957 die deutsche Erstausgabe.
Es ermittelt Hercule Poirot in seinem 21. Roman. Der Roman ist insoweit bemerkenswert, da Poirot beweist, dass die Lösung eines Falles allein durch die Befragung der Beteiligten möglich ist, ohne sich an den Schauplatz des Verbrechens zu begeben. Christie knüpft hier an die Tradition des Lehnstuhl-Detektivs (Armchair Detective) in der britischen Kriminalliteratur an.
Dies ist der letzte Roman einer besonders fruchtbaren Phase Agatha Christies mit ihrer Figur des Poirot. So schrieb sie von 1935 bis 1942 dreizehn Romane mit Poirot und nur fünf mit anderen Hauptfiguren. Im Gegensatz dazu stehen die nächsten acht Jahre, in denen sie nur zwei Romane mit ihrem berühmtesten Detektiv geschrieben hat – ein deutliches Zeichen für die aufkommende Frustration mit dieser Figur, die ihr jedoch große Teile ihres Einkommens sicherte.

## Erklärung des Romantitels

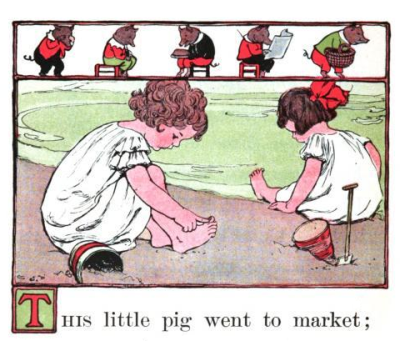
Kinder spielen This Little Pig.

Wie zuvor in Das Geheimnis der Schnallenschuhe und Und dann gabs keines mehr und später in Das Geheimnis der Goldmine und Die Kleptomanin verwendet Christie ein Leitthema aus einem Kinderreim – hier „This little Pig“.
This little piggy went to market.
This little piggy stayed at home.
This little piggy has roast beef,
This little piggy had none.
And this little piggy cried „Wee! Wee! Wee!“ all the way home.
Die fünf kleinen Schweinchen dienen Poirot dazu, seine Gedanken während der Ermittlungen zu ordnen.

## Handlung
Carla Lemarchant ist verlobt. Doch sie befürchtet, dass die Tatsache, dass ihre in der Haft verstorbene Mutter ihren Vater getötet hat, ihren Verlobten von der Hochzeit abbringen könnte. Da sie überzeugt ist, dass ihre Mutter unschuldig ist, wendet sie sich an Poirot.
Carlas Vater, Amyas Crale, ein Maler, war mit Coniin vergiftet worden, einem Gift, das aus Geflecktem Schierling von Meredith Blake destilliert worden war. Carlas Mutter, Caroline Crale, hatte dieses Gift zuvor von Meredith gestohlen, um Suizid zu begehen, wie sie selbst behauptete. Das Gift befand sich in einem Glas Bier, das Caroline ihrem Mann zu trinken gab. Der hatte zwar angemerkt, dass das Bier schlecht schmecke, es aber trotzdem getrunken. Das Motiv der Ehefrau war sofort klar: die neue Geliebte ihres Mannes, die ihm Modell saß – Elsa Greer. Und obwohl er schon häufiger Affären hatte, soll Amyas nun die Scheidung von Caroline geplant haben.
Poirot arbeitet fünf Verdächtige heraus (the five little pigs): Elsa Greer (nun Lady Dittisham); Meredith Blake; Merediths Bruder, Phillip Blake; Cecilia Williams, die Gouvernante, und Angela Warren, Carolines jüngere Halbschwester. Bei den Gesprächen, die Poirot mit den Fünfen unabhängig voneinander führt, ergeben sich im ersten Teil des Romans (obwohl die Aussagen ein wenig von den ursprünglichen abweichen) keine Motive für die Verdächtigen und auch keine neuen Anhaltspunkte dafür, dass im Prozess gegen Caroline Crale Fehler begangen wurden. In Poirot kommen sogar Zweifel an Carolines Unschuld auf.
Im zweiten Teil des Romans geraten alle fünf unter Verdacht. Philip Blake, weil er Caroline liebte und sich zurückgestoßen fühlte, Meredith war die lange Freundschaft zu Caroline über, Angela ist durch einen Unfall, den Caroline verursacht hatte, entstellt und könnte sich gerächt haben, Cecilia könnte bei einem Diebstahl ertappt worden sein und schließlich könnte Elsa entdeckt haben, dass sie nur eine weitere Geliebte Amyas war und er keine Scheidung wollte.
Dieser letzte Verdacht erweist sich als der richtige – die Mörderin war Elsa. Poirot kann es Carla und vor allem ihrem Verlobten klar beweisen, ist sich aber nicht sicher, ob es zu einer Verurteilung kommen würde. Ob Elsa einer Strafe entkommt oder nicht, bleibt letztendlich offen, denn der Roman endet mit dem Satz: „Ich sah zu, wie er starb … Aber ich begriff nicht, dass ich mich tötete, nicht ihn!“ – das könnte sowohl auf die eventuell drohende Hinrichtung, auf möglichen Freitod oder einfach auf den lebenslangen inneren Zustand der Täterin nach dem Mord hindeuten, der Strafe genug ist, eine Art seelischer Tod. Am Ende fährt Elsa im Wagen davon, nachdem ihr Diener ihr eine wärmende Pelzdecke über die Beine gelegt hat.

## Personen
- Hercule Poirot, der berühmte belgische Detektiv
- Carla (Caroline) Lemarchant, die Tochter von Caroline Crale
- Sir Montague Depleach, Verteidiger im ersten Prozess
- Quentin Fogg, K. C., Ankläger im ersten Prozess
- George Mayhew, Sohn von Carolines Anwalt
- Caleb Jonathan, Familienanwalt der Crales
- Superintendent Hale, ermittelnder Polizist im ersten Fall

Die „Five Little Pigs“:
- Phillip Blake, ein Aktienhändler (went to market)
- Meredith Blake, ein zurückgezogen lebender Pflanzenkundler (stayed at home)
- Elsa Greer (Lady Dittisham), eine verwöhnte Dame der Gesellschaft (had roast beef)
- Cecilia Williams, eine im Alter verarmte Gouvernante (had none)
- Angela Warren, eine entstellte Archäologin (cried ‚wee wee wee‘ all the way home)

## Bezüge

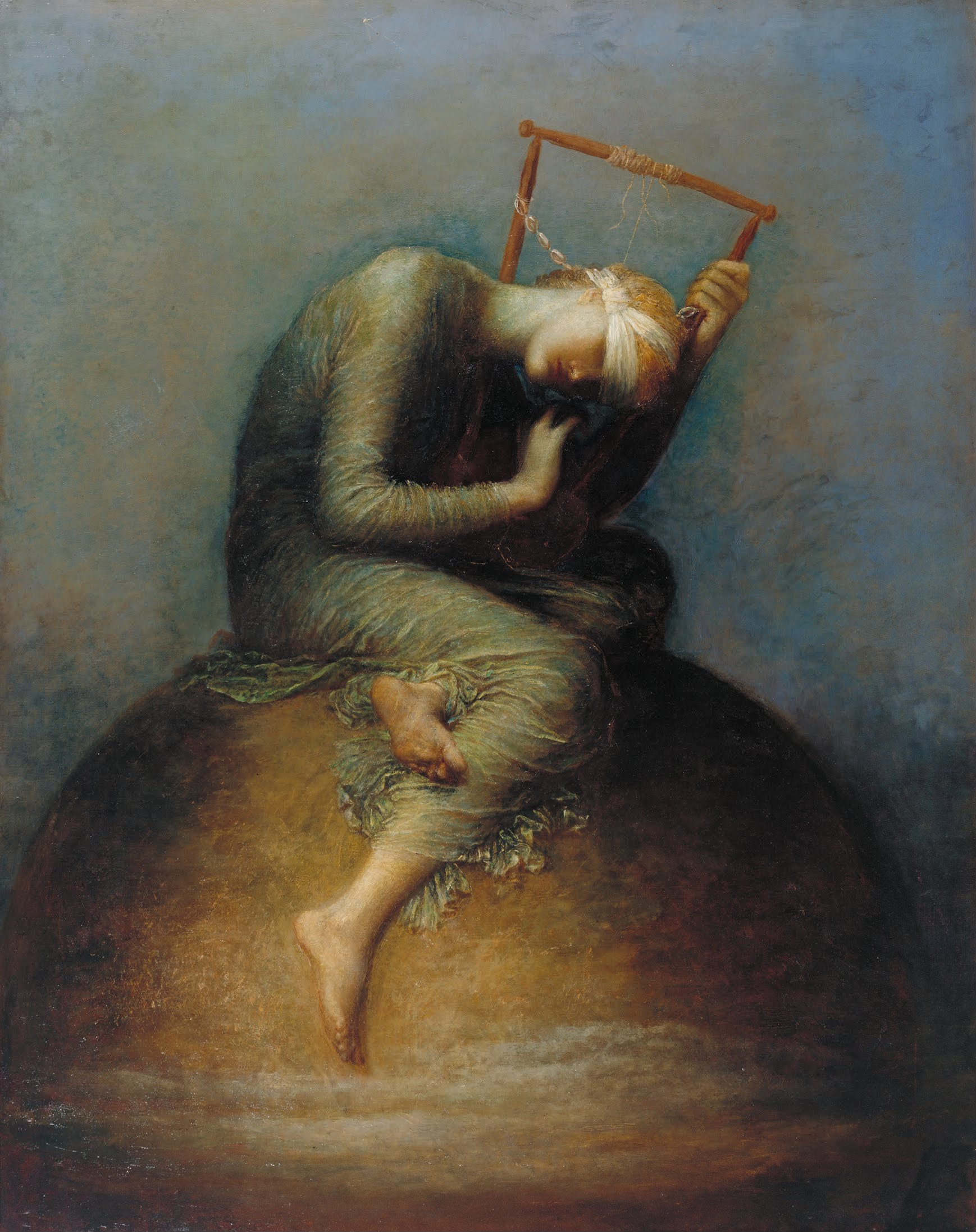
Hoffnung von George Frederic Watts

Hercule Poirot erwähnt den Fall von Dr. Crippen als ein Beispiel für ein Verbrechen, das neu interpretiert worden ist, um die Begeisterung der Bevölkerung an der Psychologie zu befriedigen.
Das Gemälde, das an der Wand in Miss Cecilia Williams’ Zimmer hängt, wird beschrieben mit einem „blinden Mädchen, das auf einer Orange sitzt“. Es ist von George Frederic Watts und heißt Hoffnung.

## Bezüge zu anderen Werken
Als Poirot Kontakt zu Meredith Blake aufnimmt, stellt er sich selbst als ein Freund von Lady Mary Lytton-Gore, einer Person aus dem Roman Nikotin, vor.
Dies ist der einzige Roman im Werk Agatha Christies, in dem bis zum Schluss nicht geklärt ist, wie das weitere Schicksal des Täters aussehen wird. Eine gewisse Sympathie mit Täterin und Motiv schimmert durch – wie immer in ihren Werken, wenn Christie sich nicht zu einer strafrechtlichen Belangung des Mörders entschließen kann. Eine solche Haltung findet sich nur in Poirot-Romanen.

## Theaterstücke und Verfilmungen

### Go Back For Murder
1960 adaptierte Christie selbst den Roman für die Bühne und gab dem Stück den Titel Go Back for Murder, nur schrieb sie Poirot aus dem Stück heraus. Seine Rolle wird in dem Stück von dem jungen Anwalt Justin Fogg übernommen, dem Sohn des Anwalts, der Caroline Crale in ihrem Prozess verteidigt hatte. Im Theaterstück entpuppt sich Carlas Verlobter als ein krimineller Amerikaner, den sie am Ende für Fogg verlässt.

### Das unvollendete Bildnis (2003)
David Suchet spielte den Poirot in einer Folge der britischen Fernsehserie Agatha Christie’s Poirot aus dem Jahr 2003. Es gibt einige gravierende Änderungen gegenüber der Romanvorlage. Die wichtigste ist wohl die, dass sich Philip Blakes unerfüllte Liebe nicht auf Caroline richtet, sondern auf Amyas. Im Film wird von der Hinrichtung Carolines berichtet, die es im Buch nicht gibt. Auch wurde Carlas Name in Lucy geändert und sie hat auch keinen Verlobten.

### Fünf kleine Schweinchen (2011)
Fünf kleine Schweinchen, der siebte Teil der französischen Fernsehserie Kleine Morde, ist auch eine Adaption von „Das unvollendete Bildnis“. Die Kriminalfälle sind für die Serie in das Frankreich der 30er Jahre versetzt worden – darüber hinaus sind die handelnden Personen ausgetauscht worden. So ermittelt auch nicht Hercule Poirot, sondern der Superintendent Larosière gemeinsam mit dem jungen Inspektor Lampion.

## Wichtige Veröffentlichungen
- 1942, Dodd Mead and Company (New York), Mai 1942
- 1943, Collins Crime Club (London), Januar 1943,
- 1957, Scherz Verlag (Bern; Stuttgart; Wien)[3]
- 2015, Neuübersetzung von Cornelia Stoll, Hamburg: Atlantik

Die erste Veröffentlichung des Romans waren die zehn Fortsetzungen in der US-amerikanischen Zeitschrift Collier’s vom 20. September 1941 (Volume 108, Nummer 12) bis 22. November 1941 (Volume 108, Nummer 21) unter dem abweichenden Titel Murder in Retrospect mit Illustrationen von Mario Cooper.